# シロアゴヤマガメ
シロアゴヤマガメ（白顎山亀、学名：Leucocephalon yuwonoi）は、イシガメ科シロアゴヤマガメ属に分類されるカメ。本種のみでシロアゴヤマガメ属を構成する。

## 分布
スラウェシ島北部固有種

## 形態
最大甲長25.6cm。メスよりもオスの方がやや大型になる。背甲は扁平。椎甲板に筋状の盛りあがり（キール）がある。肋甲板にも不明瞭なキールがある。縁甲板外縁は鋸状に尖る。背甲の色彩はオレンジ色や黄色、黄褐色で、不規則に黒い斑紋が入る。背甲と腹甲の継ぎ目（橋）は長く、腋下甲板と鼠蹊甲板は大型。腹甲は大型。腹甲の色彩は淡黄色や黄褐色で、甲板ごとに不明瞭な暗色斑が入る。
頭部はやや大型。吻端はやや突出し、上顎の先端は鉤状に尖るかその先端が浅く凹む。咬合面は狭い。
幼体は肋甲板のキールが明瞭で縁甲板外縁がより鋸状に尖る。またキールに沿って明色の筋模様が入る個体もいる。成長に伴い肋甲板のキールや縁甲板の突起は滑らかになる。
オスの成体は頭部や顎を覆う角質（嘴）の色彩が淡黄色で、喉が白い。属名Leucocephalonは「白い頭」の意で、オスの性的二型に由来し和名と同義。幼体やメスの成体は頭部や嘴の色彩が灰褐色や暗褐色、黒で、喉が黄色。

## 分類
分子系統学的研究からオオヤマガメ属やマルガメ属に近縁と考えられている。

## 生態
半水棲もしくは陸棲と考えられている。
食性は雑食と考えられている。

## 人間との関係
種小名yuwonoiは、模式標本を提供したFrank Yuwonoへの献名。
生息地や中華人民共和国では食用とされる事もある。
開発による生息地の破壊、食用やペット用の乱獲などにより生息数が減少している。2003年にワシントン条約附属書II類に掲載された。
ペットとして飼育されることもあり、日本にも輸入されている。流通はまれで、主に野生個体が流通する。状態を崩した個体が流通する事が多く、飼育の難しい種とされる。飼育下では植物の葉、果実、昆虫などを食べた例があり、人工飼料にも餌付く。